# Smygjakt
Smygjakt eller pyrschjakt är en jaktform som innebär att man smyger på ett vilt, vilket innebär bland annat att man måste vara mycket tyst och ha koll på vart vinden blåser och hur viltet går. På detta sätt kan man komma mycket nära viltet och få bra och säkra skott.
Ordet pyrschjakt härrör från tyska: pirschjagd, av pürsh, ”smyga”. Uttrycket har förekommit i svenskan sedan 1897.

### Webbkällor
- ”Smygjakt”. Svenska Jägareförbundet. jagareforbundet.se. https://jagareforbundet.se/jakt/sa-funkar-jakt/smygjakt/. Läst 22 april 2025.
- ”Pyrschjakt”. vilt.se. https://www.vilt.se/jaktformer/pyrschjakt/. Läst 22 april 2025.  ”Pyrschjakt, eller smygjakt som det också kallas är för många jägare den jakt i sin renaste form. Pyschjakten går i all enkelhet ur på att genom skog och mark smyga dig på viltet utan att själv bli röjd först. Pyschjakten är en svår jaktform för den ovane jägaren, men samtidigt den ultimata jaktupplevelsen när du väl bemästrar den.”